# Polaris (album de Faylan)
Pour les articles homonymes, voir Polaris.
Albums de Faylan
Alive
(2011)
Singles
Polaris est le 1er album de Faylan, sorti sous le label Lantis le 8 septembre 2010 au Japon.

## Présentation
Il atteint la 20e place du classement de l'Oricon. Il se vend à 5 157 exemplaires la première semaine et reste classé pendant 5 semaines, pour un total de 8 344 exemplaires vendus. Il ne contient pas son tout premier single indie, mais les 5 suivants Arousing Soul, Mind as Judgment, I sing by my soul, Errand et Serious-Age. Il sort en format CD et CD+DVD; le DVD contient un live qui a eu lieu le 28 juin 2010 à Shibuya O-WEST.

## Liste des titres
| 1.  | Polaris                                                                                        | Faylan                            | Masato Nakayama (Elements Garden)   | 5:14 |
| 2.  | Mind as Judgment                                                                               | Hata Aki                          | Noriyasu Agematsu (Elements Garden) | 3:55 |
| 3.  | Serious-Age                                                                                    | Hata Aki                          | Hitoshi Fujima (Elements Garden)    | 5:10 |
| 4.  | Arousing Soul                                                                                  | Hata Aki                          | Shinya Saito                        | 3:46 |
| 5.  | Distance point                                                                                 | Hata Aki                          | Masato Nakayama (Elements Garden)   | 4:24 |
| 6.  | Houmatsu no Kotoritachi (泡沫の小鳥達)                                                         | Hata Aki                          | Daisuke Kikuta (Elements Garden)    | 4:44 |
| 7.  | Scat Blue                                                                                      | Masato Nakayama (Elements Garden) | Masato Nakayama (Elements Garden)   | 4:41 |
| 8.  | Arigatou ~to dear you~ (ありがとう ~to dear you~)                                              | Faylan                            | Hitoshi Fujima (Elements Garden)    | 5:12 |
| 9.  | Dark Side of the Light                                                                         | 渡邉美佳                          | Noriyasu Agematsu (Elements Garden) | 2:46 |
| 10. | Day of the fate                                                                                | yozuca*                           | Masato Nakayama (Elements Garden)   | 4:09 |
| 11. | Hishou no Koku (飛翔の刻)                                                                      | yozuca*                           | Hitoshi Fujima (Elements Garden)    | 4:58 |
| 12. | Fortitude                                                                                      | yozuca*                           | Tom-H@ck                            | 3:25 |
| 13. | I sing by my soul                                                                              | yozuca*                           | Noriyasu Agematsu (Elements Garden) | 4:41 |
| 14. | Errand                                                                                         | Hata Aki                          | Daisuke Kikuta (Elements Garden)    | 4:13 |
| 15. | spring ~Kimi to no Melody~ (spring ~君とのメロディ~)                                           | Faylan                            | Masato Nakayama (Elements Garden)   | 4:30 |
| 16. | Kibou no Tobira ~All I can do is singing for you~ (希望の扉 ~All I can do is singing for you~) | Faylan                            | Daisuke Kikuta (Elements Garden)    | 5:42 |

| 1.  | Opening                                                |  |
| 2.  | Dark Side of the Light                                 |  |
| 3.  | I sing by my soul                                      |  |
| 4.  | MC                                                     |  |
| 5.  | Day of the fate                                        |  |
| 6.  | Conspire                                               |  |
| 7.  | Serious-Age                                            |  |
| 8.  | Distance point                                         |  |
| 9.  | MC                                                     |  |
| 10. | My Real                                                |  |
| 11. | Arousing Soul                                          |  |
| 12. | MC                                                     |  |
| 13. | Houmatsu no Kotoritachi (泡沫の小鳥達)                 |  |
| 14. | Gekka no Rasen (月華の螺旋)                            |  |
| 15. | Chinkon no Tabi e (鎮魂の旅へ)                         |  |
| 16. | If                                                     |  |
| 17. | Kibou no Sora (希望の空)                               |  |
| 18. | MC                                                     |  |
| 19. | Scat Blue                                              |  |
| 20. | Reconquista                                            |  |
| 21. | MC                                                     |  |
| 22. | Senjou ni Saita Ichirin no Hana (戦場に咲いた一輪の花) |  |
| 23. | Hishou no Koku (飛翔の刻)                              |  |
| 24. | Fortitude                                              |  |
| 25. | Errand                                                 |  |
| 26. | Mind as Judgment                                       |  |
| 27. | MC                                                     |  |
| 28. | spring ~Kimi to no Melody~ (君とのメロディ)            |  |
| 29. | Never Slash!!                                          |  |
| 30. | MC                                                     |  |
| 31. | All I can do is singing for you                        |  |
| 32. | Ending                                                 |  |